# Llista d'episodis de Battlestar Galactica (sèrie de 2004)
La sèrie de televisió americana Battlestar Galactica, coneguda a Catalunya com Galactica, estrella de combat, consta de quatre temporades, dos llargmetratges i un total de 27 "webisodis". A més a més està precedida per una minisèrie. Als Estats Units s'ha estat emetent entre el 18 d'octubre de 2004 i el 10 de gener de 2010.
A Catalunya, la sèrie s'emet pel canal juvenil 3XL. S'emet des del 3 d'octubre de 2011 i cada dilluns s'estrena un nou capítol.

## Temporades
| Temporada | Temporada | Episodis   | Duració als Estats Units                      | Duració a Catalunya                        | Duració a Catalunya |
| --------- | --------- | ---------- | --------------------------------------------- | ------------------------------------------ | ------------------- |
|           | Minisèrie | 2          | 8 de desembre de 2003 - 9 de desembre de 2003 | 3 d'octubre de 2011 - 10 d'octubre de 2011 |                     |
|           | 1         | 13         | 18 d'octubre de 2004 - 24 de gener de 2005    | 17 d'octubre de 2011 - 9 de gener de 2012  |                     |
|           | 2         | 20         | 15 de juliol de 2005 - 10 de març de 2006     | ? - ?                                      |                     |
|           | 3         | 20         | 6 d'octubre de 2006 - 25 de març de 2007      | ? - ?                                      |                     |
|           | Razor     | Pel·lícula | 24 de novembre de 2007                        | ?                                          |                     |
|           | 4         | 20         | 4 d'abril de 2008 - 20 de març de 2009        | ? - ?                                      |                     |
|           | The Plan  | Pel·lícula | 10 de gener de 2010                           | ?                                          |                     |

## Minisèrie
| # | # | Títol en català | Director      | Guionistes      | Data d'estrena als Estats Units | Data d'estrena a Catalunya |
| - | 1 | Pilot 1         | Michael Rymer | Ronald D. Moore | 8 de desembre de 2003           | 3 d'octubre de 2011        |
|   |   |                 |               |                 |                                 |                            |
|   |   |                 |               |                 |                                 |                            |
| - | 2 | Pilot 2         | Michael Rymer | Ronald D. Moore | 9 de desembre de 2003           | 10 d'octubre de 2011       |
|   |   |                 |               |                 |                                 |                            |
|   |   |                 |               |                 |                                 |                            |

## Sèrie

### Primera temporada
| #  | #  | Títol en català                   | Director             | Guionistes                      | Data d'estrena als Estats Units | Data d'estrena a Catalunya |
| 1  | 1  | 33                                | Michael Rymer        | Ronald D. Moore                 | 18 d'octubre de 2004            | 17 d'octubre de 2011       |
|    |    |                                   |                      |                                 |                                 |                            |
|    |    |                                   |                      |                                 |                                 |                            |
| 2  | 2  | Aigua                             | Marita Grabiak       | Ronald D. Moore                 | 25 d'octubre de 2004            | 24 d'octubre de 2011       |
|    |    |                                   |                      |                                 |                                 |                            |
|    |    |                                   |                      |                                 |                                 |                            |
| 3  | 3  | La presa de la Bastilla           | Allan Kroeker        | Toni Graphia                    | 1 de novembre de 2004           | 31 d'octubre de 2011       |
|    |    |                                   |                      |                                 |                                 |                            |
|    |    |                                   |                      |                                 |                                 |                            |
| 4  | 4  | Acte de contrició                 | Rod Hardy            | Bradley Thompson & David Weddle | 8 de novembre de 2004           | 7 de novembre de 2011      |
|    |    |                                   |                      |                                 |                                 |                            |
|    |    |                                   |                      |                                 |                                 |                            |
| 5  | 5  | No pots tornar a casa             | Sergio Mimica-Gezzan | Carla Robinson                  | 15 de novembre de 2004          | 14 de novembre de 2011     |
|    |    |                                   |                      |                                 |                                 |                            |
|    |    |                                   |                      |                                 |                                 |                            |
| 6  | 6  | Tornassol                         | Rod Hardy            | Jeff Vlaming                    | 22 de novembre de 2004          | 21 de novembre de 2011     |
|    |    |                                   |                      |                                 |                                 |                            |
|    |    |                                   |                      |                                 |                                 |                            |
| 7  | 7  | Sis graus de separació            | Robert Young         | Michael Angeli                  | 29 de novembre de 2004          | 28 de novembre de 2011     |
|    |    |                                   |                      |                                 |                                 |                            |
|    |    |                                   |                      |                                 |                                 |                            |
| 8  | 8  | Carn i ossos                      | Brad Turner          | Toni Graphia                    | 6 de desembre de 2004           | 5 de desembre de 2011      |
|    |    |                                   |                      |                                 |                                 |                            |
|    |    |                                   |                      |                                 |                                 |                            |
| 9  | 9  | Secrets i mentides                | Edward James Olmos   | Jeff Vlaming                    | 13 de desembre de 2004          | 12 de desembre de 2011     |
|    |    |                                   |                      |                                 |                                 |                            |
|    |    |                                   |                      |                                 |                                 |                            |
| 10 | 10 | La mà de Déu                      | Jeff Woolnough       | Bradley Thompson & David Weddle | 3 de gener de 2005              | 19 de desembre de 2011     |
|    |    |                                   |                      |                                 |                                 |                            |
|    |    |                                   |                      |                                 |                                 |                            |
| 11 | 11 | El dia de les colònis             | Jonas Pate           | Carla Robinson                  | 10 de gener de 2005             | 26 de desembre de 2011     |
|    |    |                                   |                      |                                 |                                 |                            |
|    |    |                                   |                      |                                 |                                 |                            |
| 12 | 12 | L'última resplendor de Kobol (I)  | Michael Rymer        | David Eick & Ronald D. Moore    | 17 de gener de 2005             | 2 de gener de 2012         |
|    |    |                                   |                      |                                 |                                 |                            |
|    |    |                                   |                      |                                 |                                 |                            |
| 13 | 13 | L'última resplendor de Kobol (II) | Michael Rymer        | David Eick & Ronald D. Moore    | 24 de gener de 2005             | 9 de gener de 2012         |
|    |    |                                   |                      |                                 |                                 |                            |
|    |    |                                   |                      |                                 |                                 |                            |

### Segona temporada
| # | # | Títol en català | Director | Guionistes | Data d'estrena als Estats Units | Data d'estrena a Catalunya |
|   |   |                 |          |            | 15 de juliol de 2005            | ?                          |
|   |   |                 |          |            |                                 |                            |
|   |   |                 |          |            |                                 |                            |

### Tercera temporada
| # | # | Títol en català | Director | Guionistes | Data d'estrena als Estats Units | Data d'estrena a Catalunya |
|   |   |                 |          |            | 6 d'octubre de 2006             | ?                          |
|   |   |                 |          |            |                                 |                            |
|   |   |                 |          |            |                                 |                            |

### Razor
| # | # | Títol en català | Director | Guionistes | Data d'estrena als Estats Units | Data d'estrena a Catalunya |
|   |   |                 |          |            | 24 de novembre de 2007          | ?                          |
|   |   |                 |          |            |                                 |                            |
|   |   |                 |          |            |                                 |                            |

### Quarta temporada
| # | # | Títol en català | Director | Guionistes | Data d'estrena als Estats Units | Data d'estrena a Catalunya |
|   |   |                 |          |            | 4 d'abril de 2008               | ?                          |
|   |   |                 |          |            |                                 |                            |
|   |   |                 |          |            |                                 |                            |

### The Plan
| # | # | Títol en català | Director | Guionistes | Data d'estrena als Estats Units | Data d'estrena a Catalunya |
|   |   |                 |          |            | 10 de gener de 2010             | ?                          |
|   |   |                 |          |            |                                 |                            |
|   |   |                 |          |            |                                 |                            |